# Cirio H. Santiago
Cirio H. Santiago (ur. 18 stycznia 1936, zm. 26 września 2008) był filipińskim producentem, reżyserem, scenarzystą i operatorem filmowym.

## Życiorys
Urodził się w 1936 w Manili, jako syn doktora Ciriaco Santiago, założyciela Manila’s Premiere Productions, oraz jego żony Adeli Hermoso. Miał dwoje rodzeństwa: brata Danilo H. Santiago oraz siostrę Dignę H. Santiago.
Zmarł na raka w 2008.

### Kariera
W branży filmowej debiutował w roku 1955, produkując dwa obrazy: Pangako ng puso oraz Palahamak. Następnie zajął się reżyserią. W latach 70. tworzył filmy anglojęzyczne (głównie kino akcji), w których w rolach głównych obsadzał czarnoskórych aktorów i aktorki; przyczynił się tym samym do rozwoju podgatunku o nazwie "blaxploitation". Popularnymi obrazami Santiago z tego okresu są Savage! (1973) z Jamesem Iglehartem w roli superbohatera oraz T.N.T. Jackson (1975) z Jeannie Bell jako tytułową T.N.T. Drugi z projektw znalazł się na niepochlebnej liście 50 najgorszych filmów świata w dokumentalnym filmie Brandona Christophera o tym samym tytule (2004). Lata 80. były dla reżysera czasem pracy przy niskobudżetowych filmach z gatunku wojenno-sensacyjnego, często poruszających tematykę wojny wietnamskiej. Do tej konwencji, po latach niepodejmowania tematu, Santiago powrócił na początku XXI wieku, wydając na rynek video nakręcone w rodzimych Filipinach filmy akcji When Eagles Strike i Operation Balikatan (2003) z byłym kulturystą Christianem Boevingiem w rolach komandosów-macho.
Często współpracował z producentem Rogerem Cormanem, okazjonalnie z filmowcami hollywoodzkimi − Jonathanem Demme, Joe Dante czy Carlem Franklinem. W 1995 został prezesem Philippines Film Development Fund, stanowisko to zostało mu przydzielone przez ówczesnego prezydenta Fidela V. Ramosa.
Do momentu własnej śmierci wyprodukował siedemdziesiąt dziewięć filmów, zajął się reżyserią siedemdziesięciu trzech, a także napisał scenariusze do dwunastu projektów.

#### Nagrody i wyróżnienia
W latach 1959–1975 był sześciokrotnie nominowany do nagrody filipińskiego przemysłu filmowego FAMAS Award. Jedna z nominacji, za reżyserię filmu Igorota (1968), przyniosła mu wygraną. Pośmiertnie, w 2008, podczas ceremonii FAP Awards twórca został uhonorowany laurem 	Manuel de Leon Award.
Szczegółowy wykaz wyróżnień przyznanych Cirio H. Santiago:
| Rok  | Ceremonia    | Nagroda        | Kategoria                                                                | Rezultat     |
| ---- | ------------ | -------------- | ------------------------------------------------------------------------ | ------------ |
| 1959 | FAMAS Awards | FAMAS          | najlepszy reżyser (dwie nominacje, za filmy Water Lily i Laban sa lahat) | nominacja(e) |
| 1962 | FAMAS Awards | FAMAS          | najlepszy reżyser (Mga yapak na walang bakas)                            | nominacja    |
| 1968 | FAMAS Awards | FAMAS          | najlepszy reżyser (Dahil sa isang bulaklak)                              | nominacja    |
| 1969 | FAMAS Awards | FAMAS          | najlepszy reżyser (Igorota)                                              | wygrana      |
| 1975 | FAMAS Awards | FAMAS          | najlepszy reżyser (The Pacific Connection)                               | nominacja    |
| 2008 | FAP Awards   | Manuel de Leon | brak (nagroda za całokształt twórczości)                                 | przyznana    |

## Informacje dodatkowe
- Udzielał się także pod pseudonimem artystycznym Leonard Hermes oraz jako Cirio Santiago.
- Quentin Tarantino jest fanem twórczości Cirio H. Santiago. Niektórzy bohaterowie dylogii Kill Bill (2003, 2004) oparci zostali na bohaterach filmów Santiago.